# Куций Степан Юхимович
Степа́н Юхи́мович Ку́ций (* 14 жовтня 1952, с. Зведенівка, Шаргородський район Вінницька область), Заслужений художник України (2007), член Національної спілки художників України.

## Життєпис
Народився 14 жовтня 1952 року у с. Зведенівка, Шаргородського району Вінницької області, Україна). У 1977 р. закінчив Ужгородське училище прикладного мистецтва, 1982 р. – Львівський державний інститут прикладного та декоративного мистецтва. Упродовж 1983–1990 рр. – керівник народної студії образотворчого мистецтва в м. Переяславі. З 1984 р. є учасником мистецьких виставок. Упродовж 1991–2020 рр. – директор Переяславської дитячої художньої школи. З 1993 р. працював викладачем кафедри мистецьких дисциплін ДВНЗ «Переяслав-Хмельницький державний педагогічний університет імені Григорія Сковороди». Нині працює у майстерні Національної спілки художників України (м. Київ).

## Творчість
Створює скульптури, малу, декоративну, садово-паркову пластику (основні матеріали – гіпс, бронза, мідь, оргскло, шамот, камінь, дерево), живописні пейзажі та портрети. Окремі роботи зберігаються у Національному історико-етнографічному 
 заповіднику «Переяслав», Університеті Григорія Сковороди в Переяславі, Черкаському художньому музеї, Запорізькому обласному художньому музеї, Хмельницькому обласному художньому музеї, Кременецькому музеї і Національному історико-культурному заповіднику «Чигирин» та закордоном (зокрема в Битола (Північна Македонія) і Пайде (Естонія). Створив галерею скульптурних погрудь визначних діячів, що здійснили вагомий вплив на українську історію та культуру, які представлені в екстер’єрі міста. У 2023 році до 100-річчя Героя України М. І. Сікорського ним було створено його пам’ятник та бронзовий портретний рельєф.
Серед робіт:
живопис
- «Баба Настя» (1980);
- «Верби» (1980);
- «Старі верби» (1984);
- «Ф. Проказов» (1984);
- «Олена» (1990).

скульптура
- «Сівач» (1980);
- «Козак Мамай» (1986);
- «Дума побратимів» (1991);
- «Янголи-охоронці» (1992);
- «Родина» (1994);
- «Двоє» (1996);
- «Св. Єфрем» (1998);
- «Дума про кобзу» (1999);
- «Боян» (2000);
- «М. Грушевський» (2002);
- «О. Бодянський» (2003);
- «Т. Шевченко» (2003);
- «М. Максимович» (2005);
- «М. Сікорський» (2005);
- «Н. Лівицька-Холодна» (2006);
- «О. Кониський» (2006);
- «М. Маркевич» (2007);
- «Князь Олег» (2007);
- «Г. Сковорода» (2009);
- «А. Солов’яненко» (2009);
- «І. Марчук» (2010);
- «А. Ахматова» (2011).

## Особисте життя
Дружина – Куца Надія Тихонівна.
Донька – Куца-Чапенко Олена Степанівна.

## Зображення

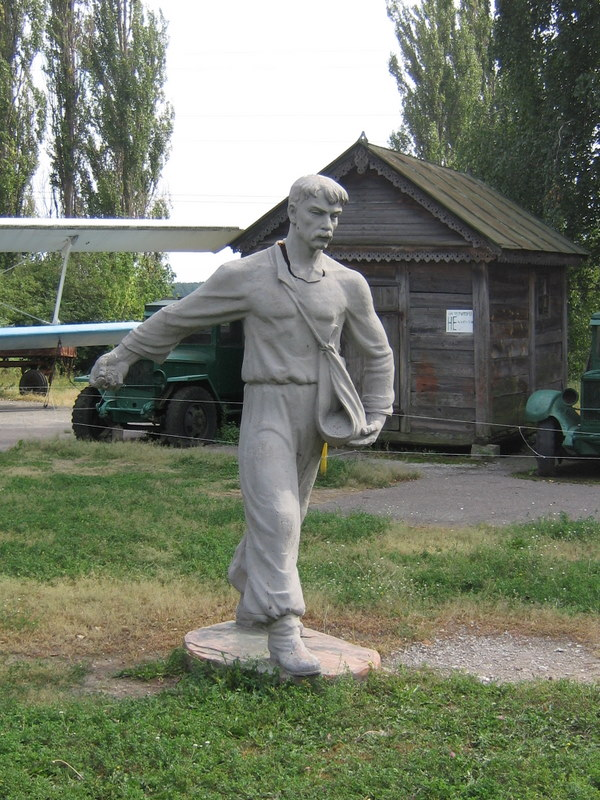
Скульптура "Сівач" на території Музею хліба в Переяславі
Пам'ятний знак до 1100-річчя першої літописної згадки про Переяслав
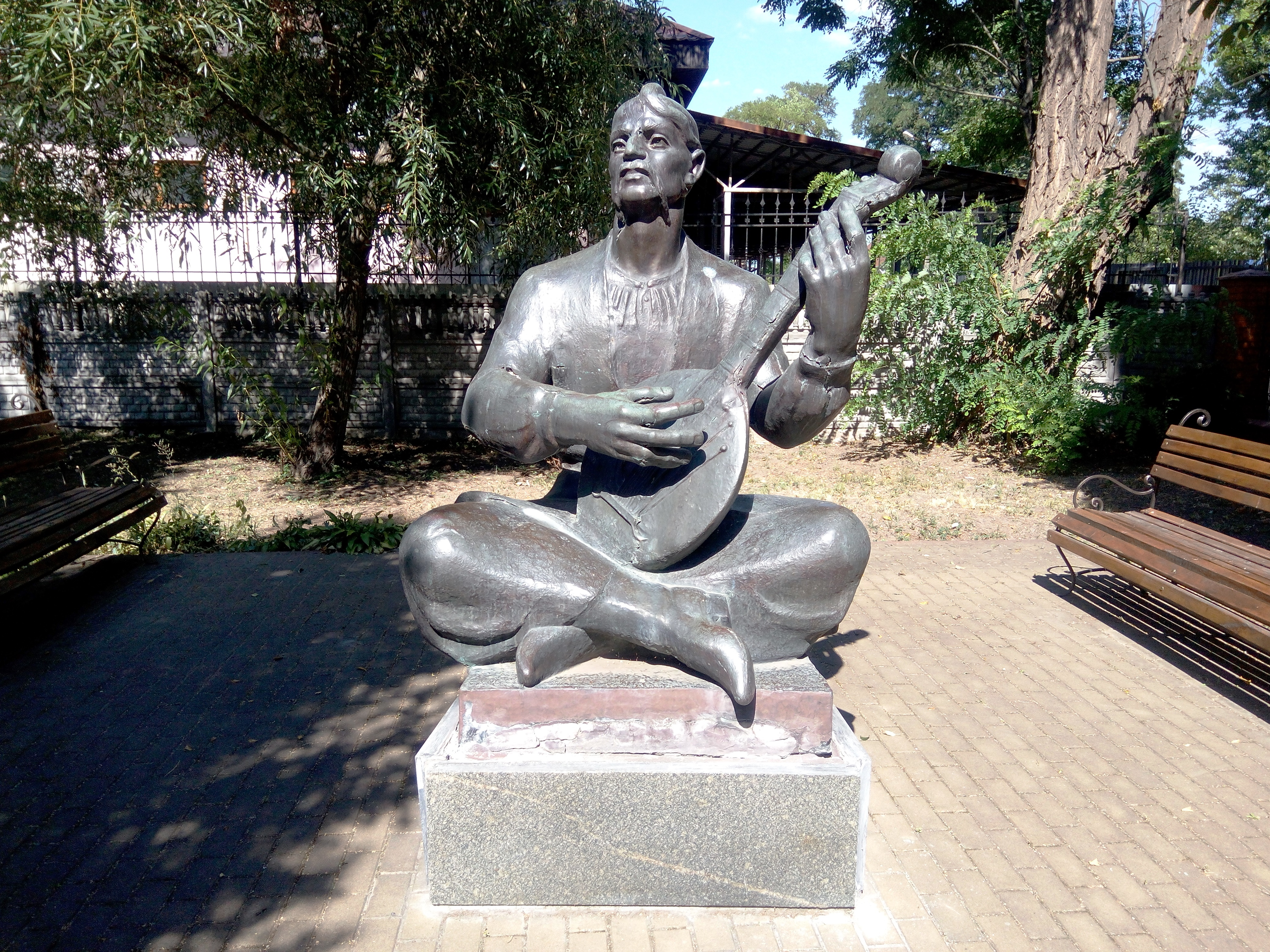
Скульптура "Козак Мамай" на території Музею «Заповіту» Т.Г.Шевченка